# Зоф'я Ямри
Зоф'я Ямри (пол. Zofia Jamry; 27 лютого 1918, Моршанськ — 29 грудня 2006, Варшава) — польська актриса театру і кіно.

## Біографія
Зоф'я Ямри народилася 27 лютого 1918 року в Моршанську. Дебютувала в театрі у 1936 році. Актриса театрів у Варшаві, Сопоті, Познані, Лодзі.
Померла 29 грудня 2006 року в Варшаві. Похована на Бруднівському цвинтарі у Варшаві.

## Вибрана фільмографія
- 1946 — Заборонені пісеньки / Zakazane piosenki — Марія Кендзьорек
- 1953 — Справа, яку треба залагодити / Sprawa do załatwienia
- 1954 — Автобус відправляється о 6.20 / Autobus odjeżdża 6.20
- 1954 — Покоління / Pokolenie
- 1960 — Розставання / Rozstanie
- 1961 — Самсон / Samson
- 1963 — Як бути коханою / Jak być kochaną — Феліція
- 1963 — Щоденник пані Ганки[pl] / Pamiętnik pani Hanki
- 1966 — Шлюб з розрахунку / Małżeństwo z rozsądku
- 1963 — / Pamiętnik
- 1966 — / Mocne Uderzenie
- 1967 — / Ślepy tor
- 1968 — Діти з нашої школи / Dzieci z naszej szkoły
- 1979 — Доктор Мурек / Doktór Murek
- 1980 — / Misja